# Segundo sonido
El segundo sonido es un fenómeno de la mecánica cuántica en el que la transferencia de calor se produce por el movimiento, más que por el mecanismo más habitual de difusión. El calor tiene lugar en la presión normal de las ondas de sonido. Esto conduce a una conductividad térmica muy alta. Es conocido como "segundo sonido", porque el movimiento de la ola de calor es similar a la propagación del sonido en el aire.
El segundo sonido se observa en el helio líquido (helio-3, así como en el helio-4) y en el Litio-6 a temperaturas por debajo del punto lambda. En este estado, conocido como el helio II, el helio-4 tiene mayor conductividad térmica que cualquier material conocido (varios cientos de veces mayor que el cobre).

## Segundo sonido en el helio II
A temperaturas por debajo del punto lambda, el helio-4 se convierte en un superfluido y tiene la conducción del calor casi perfecta. El helio se encuentra en un estado cuántico macroscópico. Cuando la temperatura baja a 0 K, la velocidad de las ondas de la temperatura y la entropía aumenta. Estas pueden ser generadas y observadas en un resonador. A una temperatura de 1,8 K la onda se propaga a 20 m/s.

## Segundo sonido en otros medios
El Litio 6 se ha observado a una temperatura de 50 K en abril de 2005. El segundo sonido también se ha observado en algunos sólidos dieléctricos, tales como el bismuto y fluoruro de sodio.